# 1878 en photographie
| Années de la photographie : 1875 - 1876 - 1877 - 1878 - 1879 - 1880 - 1881    |
| Décennies de la photographie : 1840 - 1850 - 1860 - 1870 - 1880 - 1890 - 1900 |

Cet article présente les faits marquants de l'année 1878 en photographie.

## Événements
- Charles-Guillaume Petit dépose un brevet pour un procédé de « photo-typographie ou traduction d’un cliché en demi-teinte, d’après nature, en cliché au trait pouvant fournir un relief typographique » : c'est le principe de la similigravure, technique d'impression du négatif sur une plaque de métal, qui permet de reproduire un document monochrome fait de demi-teintes[1] ; ce procédé industriel de reproduction de la photographie est à la base de l'illustration dans les médias jusque dans les années 1920 et va être à l'origine d'une véritable révolution de la presse qui auparavant n'avait pas accès à la photographie.
- Ilario Carposio ouvre son studio photographique à Fiume.
- F. W. Micklethwaite ouvre un studio de photographie au 22 Queen Street West à Toronto[2].

## Photographies notables

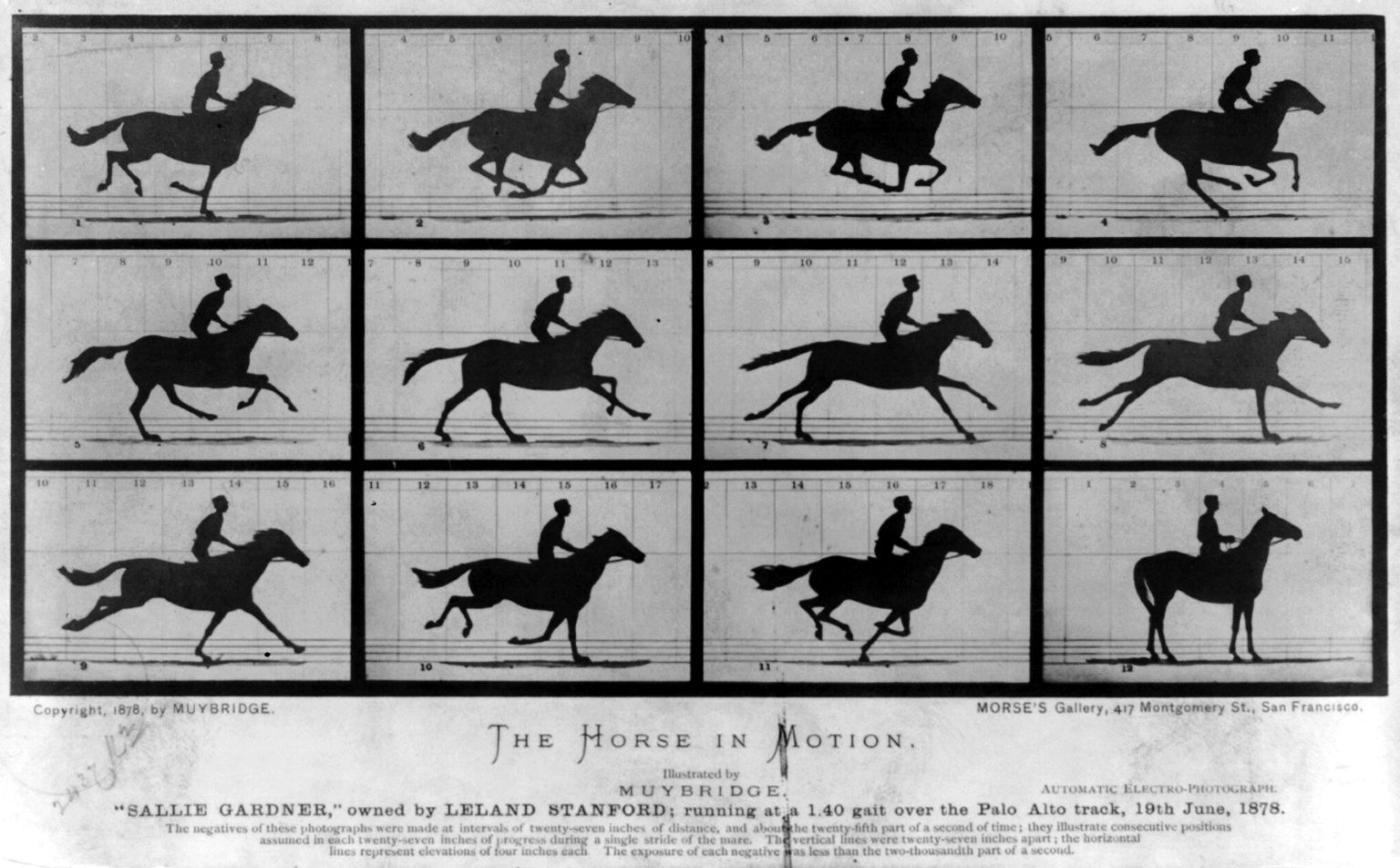
Eadweard Muybridge, Sallie Gardner au galop

- Eadweard Muybridge, Sallie Gardner at a Gallop (Sallie Gardner au galop) : série de 24 photographies en noir et blanc d'un cheval (Sallie Gardner) au galop ; ces photographies prises rapidement à la suite sont montrées sur un zoopraxiscope. Muybridge réalise ce travail pour démontrer que le cheval au galop ne quitte complètement le sol que lorsque ses jambes postérieures et ses antérieures sont rassemblées sous lui.
- Nadar, photographie de Victor Hugo.

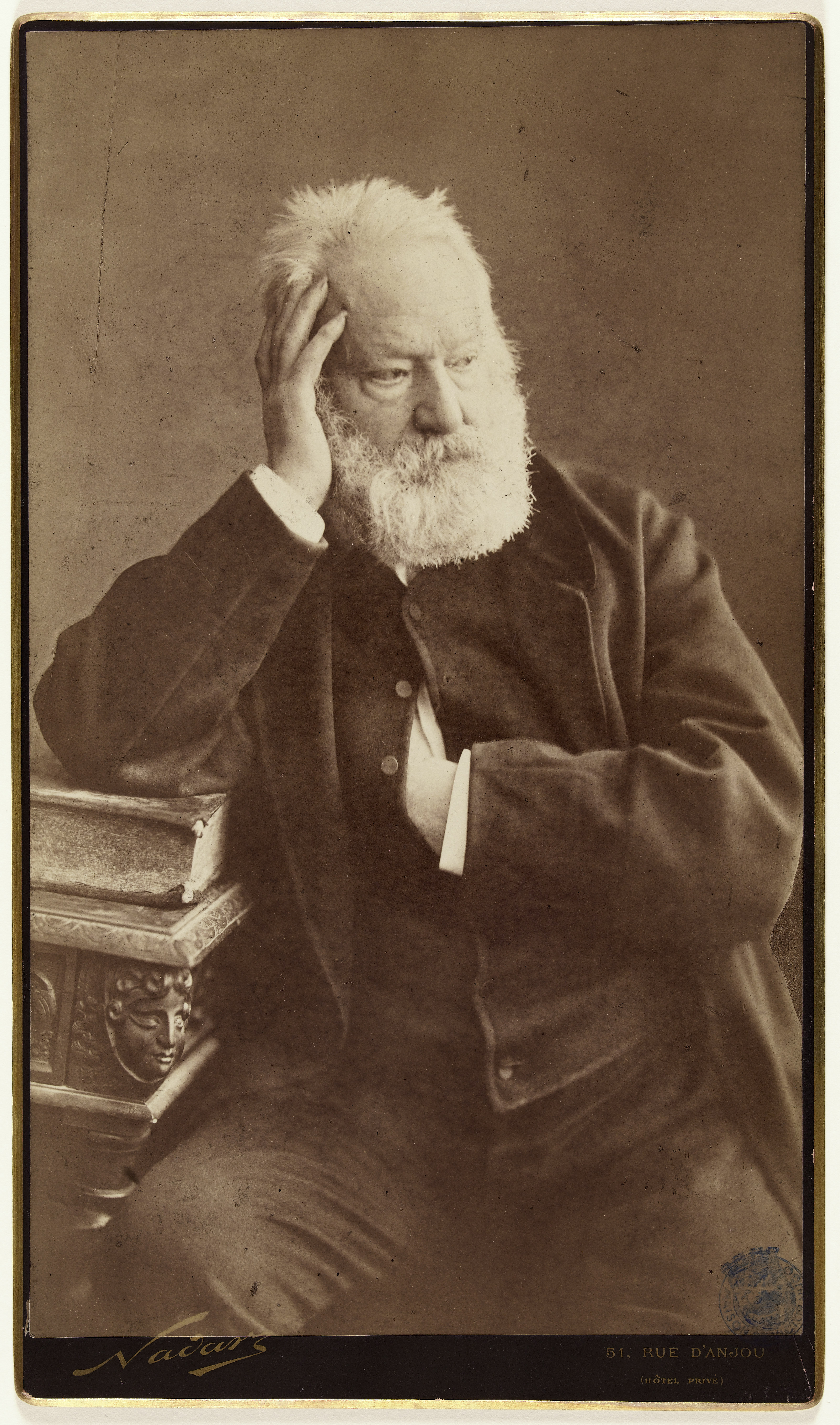
Nadar, Victor Hugo, tirage sur papier albuminé.

## Livres de photographie
- Félix Bonfils (album de 50 photographies sur papier albuminé, contrecollées sur carton), Souvenirs d'Orient : album pittoresque des sites, villes et ruines les plus remarquables de la Syrie et de la Côte-d'Asie, Alès (lire en ligne).
- Le photographe écossais John Thomson publie avec le journaliste Adolphe Smith The Street Life of London, ouvrage illustré de 36 photographies sur la vie dans les rues de Londres, en montrant une partie de la ville qui est généralement exclue des paysages artistiques et touristiques ; c'est l'un des premiers documentaires photographiques à thématique sociale[3],[4].

## Études, essais, articles
- Alcide Ducos du Hauron et Louis Ducos du Hauron, Traité pratique de photographie des couleurs : Système d'héliochromie de Louis Ducos du Hauron, Paris, Librairie Gauthier-Villars, 108 p. (lire en ligne).
- Léon Vidal, « La Lumière et les couleurs au point de vue photographique », Revue de France,‎ 15 décembre 1877 (lire en ligne).

## Prix et récompenses
- Léon Vidal reçoit une médaille d'or lors de l'Exposition universelle de Paris pour une méthode de photochromie.
- Création de la Médaille du progrès de la Royal Photographic Society, pour récompenser une invention, une recherche, une publication ou toute autre contribution ayant permis une avancée importante dans le développement scientifique ou technologique de la photographie. Premier lauréat : William de Wiveleslie Abney.

## Naissances
- 15 janvier : Jean-Adolphe Michel, diplomate et photographe suisse, mort en 1957.
- 20 février : Henry B. Goodwin, photographe suédois, mort le 11 septembre 1931.
- 17 mars : Norbert Ghisoland, photographe belge, mort le 2 novembre 1939.
- 24 mars : Alfred Krauth, photographe allemand, mort le 12 juillet 1956.
- 3 avril : Adele Younghusband, peintre et photographe néo-zélandaise, morte le 3 avril 1969.
- 24 avril : André Bello, photographe italien, mort le 6 novembre 1941.
- 13 juillet : Rudolf Lehnert, photographe tchèque naturalisé français, mort le 16 janvier 1948.
- 27 juillet : Albert Laborde, physicien français et photographe amateur, mort le 24 décembre 1968.
- 8 septembre : Gustaf W. Cronquist, photographe suédois, mort le 16 juillet 1967.
- 16 octobre : Jean Agélou, photographe français, connu pour ses photographies de nu, mort le 2 août 1921.
- 30 octobre : Claude C. Matlack, photographe américain, mort le 11 janvier 1944.
- 15 novembre : Joan Vilatobà i Fígols, peintre et photographe espagnol, mort le 18 février 1954.
- 23 novembre : Gabriel Faci Abad, photographe espagnol, mort en 1932.
- 3 décembre : Frédéric Gadmer, photographe militaire français, mort le 10 octobre 1954.
- 14 décembre : Charles Bartésago, photographe français, mort le 8 juillet 1973.
- Date précise non renseignée ou inconnue :
  - Ángel Arquer, photographe espagnol, mort vers 1940.
  - Aizō Morikawa, photographe japonais, mort le 5 février 1949.
  - Yannakis Manákis, photographe macédonien, mort en 1954.

## Décès
- 19 janvier : Henri Victor Regnault, chimiste français, photographe, premier président de la Société française de photographie, né le 21 juillet 1810.
- 17 mars : Jean-Baptiste Soleil, ingénieur-opticien et photographe français, né en 1798.
- 8 avril : Peter-Wilhelm von Voigtländer, opticien et entrepreneur autrichien, né le 17 novembre 1812 ; il donne à la société familiale Voigtländer, fabricant d'appareils et d'objectifs photographiques, une dimension européenne.
- 23 mai : Pierre Brandebourg, photographe luxembourgeois, né le 25 juillet 1824.
- 25 mai : Andreas von Ettingshausen, mathématicien, physicien et pionnier de la photographie autrichien, mort le 25 novembre 1796
- 20 juin : Richard Daintree, géologue et photographe australien, né le 13 décembre 1832.
- 11 novembre : William Carrick, photographe écossais actif en Russie, né le 31 décembre 1827.
- 16 décembre : Geneviève Élisabeth Disdéri, photographe française, née en 1817.
- Date précise non renseignée ou inconnue :
  - Ruperto López de Alegría, sculpteur, graveur et photographe espagnol, né en mars 1819.
- Vers 1878 : 
  - Gioacchino Altobelli, photographe italien, né en 1814.